# Chim sâu ngực vàng
Prionochilus maculatus là một loài chim trong họ Dicaeidae.